# Rhipha persimilis
Rhipha persimilis är en fjärilsart som beskrevs av Rothschild 1909. Rhipha persimilis ingår i släktet Rhipha och familjen björnspinnare. Inga underarter finns listade.